# Copa de Ferias
La Copa de Ferias (en inglés: Inter-Cities Fairs Cup), oficialmente Copa Internacional de Ciudades en Feria, también conocida como Copa Europea de Ferias, fue una competición internacional oficial de clubes creada y organizada por «personalidades procedentes de instancias oficiales federativas»; entre ellas, el miembro ejecutivo y vicepresidente de la FIFA, Ernst B. Thommen, el presidente de la Federación Italiana de Fútbol y miembro ejecutivo de la FIFA, Ottorino Barrasi, y el presidente de la Asociación de Fútbol de Inglaterra (FA) y presidente de la FIFA desde 1961 hasta 1974, Stanley Rous.
La Copa de Ferias nació «a instancias de la propia FIFA», ya que el torneo se fundó bajo sus propias normas y estatutos, y también por el hecho de que «debía permanecer al margen de competiciones de clubs». La organización de la copa también estuvo a cargo del denominado «Comité de Ferias» que contó con el aval de la FIFA. Ideada por el entonces vicepresidente Ernst B. Thommen, se consideró una de las competiciones de clubes más relevantes junto a la Copa de Europa y Recopa de Europa.
Disputada íntegramente en territorio europeo, la competición se creó el 18 de abril de 1955 y se instituyó el 2 de enero de 1956, dos semanas después de la creación de la Copa de Europa, por iniciativa de los ya mencionados ejecutivos, con la finalidad de enfrentar a los mejores clubes de fútbol y equipos representativos de ciudades europeas y que albergaran además ferias de muestras internacionales, o sea, la mayor parte de Europa en general. Las primeras ciudades elegidas donde se disputaron los enfrentamientos fueron Barcelona, Basilea, Leipzig, Copenhague, Birmingham, Colonia, Fráncfort del Meno, Lausana, Londres, Milán, Viena y Zagreb. 
A pesar de considerarse, desde el punto de vista cronológico, la competición precursora de la Liga Europa (conocida hasta el 2009 con el nombre de Copa de la UEFA), el organismo continental no contabiliza la Copa de Ferias ni a nivel estadístico ni de palmarés en el ámbito de las competiciones de clubes de la UEFA al no haber sido esta la organizadora. La FIFA, sin embargo, sí la describe dentro del palmarés  de los clubes vencedores al ser de ámbito internacional.
El club más exitoso en la Copa Europea de Ferias fue el español Club de Fútbol Barcelona (denominado así en la época), por la conquista de tres títulos en 1958, 1960 y 1966. El último ganador fue el conjunto inglés Leeds United, tras ganarle al club italiano Juventus de Turín por medio de la regla del gol de visitante en 1971. El país más laureado fue España, con seis títulos, seguido por Inglaterra, con cuatro. Los dos clubes citados, en su cualidad de primer y último vencedor, disputaron un encuentro en una finalísima para ver quién recibía en posesión el trofeo original.

## Historia

### Origen y antecedentes
Los orígenes de la competición se sitúan en los encuentros de combinados regionales, que tuvieron su apogeo a comienzos de la década de los años 1950, en un nostálgico recuerdo al fútbol amateur, considerado más puro (y que acrecentaba la identificación más entre aficionados y entidades) que el ya imparable profesionalizado de las ligas nacionales.
Tras el fin de la Segunda Guerra Mundial, el fútbol comenzaba a recobrar su actividad y fue precisamente con las competiciones predecesoras de los actuales torneos europeos de la UEFA con las que se impulsó a nuevos términos. A la Copa Mitropa, que gozaba de gran prestigio y se celebraba en la Europa Central, se unió a comienzos de la década la Copa Latina. Las mermadas u olvidadas selecciones de combinados regionales comenzaron a tener un nuevo auge, aunque con fines benéficos o festivos y sin tener en cuenta la procedencia de los futbolistas. Pese a ello, permaneció el carácter de globalización común entre las competencias internacionales y era cada vez más patente la necesidad de un torneo a nivel europeo que estuviese a la altura de los acontecimientos crecientes.
En tal modo surgió finalmente el 15 de junio de 1954 la Unión de Asociaciones Europeas de Fútbol (UEFA) como máximo estamento continental, y en adelante quien velaría y promovería el fútbol en Europa. A ella se adscribieron pues las diferentes federaciones nacionales, y están todas a su vez bajo tutela de la FIFA, el estamento mundial.
Al principio, la UEFA tenía pensado tomar la dirección de la Copa Mitropa pero se terminó por desechar la idea inicial por el impulso del presidente de la Football Association (FA), Stanley Rous, quien abogaba por impulsar estos encuentros entre ciudades o regiones como una fórmula de mayor proyección y éxito futbolístico. El peso histórico del fútbol inglés, ya que no en vano fue donde se originó, sobre el novato estamento europeo hizo que se tomase dicho camino y así los equipos ingleses quedaron inscritos en el nuevo torneo que estaba por nacer. Se conformó pues un comité que velase por dicho torneo y se decidió llamarlo Copa Internacional de Ciudades en Ferias. Pese a los buenos augurios, se presentó sin embargo un gran problema antes de su nacimiento.
En diciembre de 1954, desde Francia se planteó un reto inesperado: una competición europea de clubes campeones de liga, que terminó por ensombrecer a la competición entre regiones. Inicialmente fue una idea privada, focalizada por el diario francés L'Équipe; pero tanto Gabriel Hanot, quien lanzó la propuesta, como su compañero Jacques Ferran, que redactó un primer reglamento, se dirigieron a la FIFA, presidida por el belga Rodolf W. Seeldrayers. La idea gustó mucho en la FIFA y esta le dio su aprobación, si bien, por sus propios estatutos, debía permanecer al margen de competiciones de clubes:

“The organisation of such a tournament is not subject to the prior agreement of FIFA, whose Statutes (Art. 38) only concern competitions between representative teams of national associations... I have no doubt that, if it is possible to reconcile the dates of this tournament with the busy calendar of the national championships and international matches, this event will be extremely interesting and very successful.
FIFA does not need to get involved. It is up to the clubs themselves to organise their competitions.”

“La organización de un torneo de este tipo no está sujeta a la autorización previa de la FIFA, cuyos estatutos (Art. 38) sólo se refieren a las competiciones entre equipos representativos de asociaciones nacionales ... no tengo ninguna duda de que, si es posible reconciliar las fechas de este torneo con el nutrido calendario de los campeonatos nacionales y los partidos internacionales, este evento será muy interesante y muy exitoso. 
 La FIFA no tiene que involucrarse. Corresponde a los propios clubes organizar sus competiciones.”
Rodolphe William Seeldrayers y Jules Rimet. Presidente y expresidente de la FIFA.

### Un nacimiento difícil
Así las cosas, la competición promovida por los ingleses se vio superada antes de su nacimiento al tener la iniciativa francesa el apoyo FIFA. La UEFA se vio en la tesitura de tener que apoyar dicha competición, quedando el recientemente constituido estamento dividido entre partidarios de uno u otro torneo. Misma circunstancia se dio en España, donde el Club de Fútbol Barcelona apoyó la propuesta inicial inglesa y dispuso una selección catalana para contender al evento interregional y celebró su primer partido de preparación. Curiosamente se dio la circunstancia de que Alfredo Di Stéfano fue integrante del combinado para paliar algunas bajas ya que en el momento del encuentro se encontraba en Barcelona con la selección española y se le invitó. Esta era una práctica muy habitual en el fútbol de la época, y muchos jugadores contendían para otros clubes o selecciones según se dispusiese. Así jugadores como José Luis Panizo o Piru Gaínza jugaron con la selección castellana, o a nivel de clubes Ladislao Kubala para el Real Madrid Club de Fútbol por citar algunos ejemplos. Por el contrario, el citado Real Madrid C. F. decidió apoyar la competición francesa al contar con el apoyo FIFA pensando que tendría mayor proyección.
La primera señal de giro de los buenos augurios para su devenir se produjo el 18 de abril de 1955 cuando se anunció que la Copa Internacional de Ciudades en Ferias sería llevada a cabo, no expresamente por el máximo organismo europeo, sino por un comité compuesto por instituciones organizadoras de las ferias internacionales y autoridades políticas como ayuntamientos y deportivas, entre las que sí figurarían los representantes de la UEFA. El criterio clave de clasificación era que debían ser ciudades que organizaran una feria de comercio o de asuntos industriales a nivel internacional. El 20 de abril, en una reunión en Rheinfelden los promotores del torneo encabezados por el entonces vicepresidente de la FIFA Ernst B. Thommen y el denominado Comité de Ferias, redactaron el reglamento de la competición naciendo como otra competición más dentro del calendario y se hizo público el sistema de competición en la que participarían doce selecciones de dichas ciudades. y se llevó a cabo el sorteo de enfrentamientos. Londres, Fráncfort, Basilea, Colonia, Lausana, Leipzig, Barcelona, Viena, Copenhague, Milán, Birmingham y Zagreb fueron los 12 ayuntamientos finales que contendrían en la misma, presentando cada uno un combinado para el trienio. La idea original era que se formaría cuatro grupos de tres equipos de los que tras disputar una liguilla a dos vueltas, saldrían los semifinalistas Las dos últimas rondas se resolverían por eliminatoria directa a doble partido, resultando el desarrollo total del mismo tres temporadas. Sin embargo, debido a que Viena y Colonia retiraron sus combinados de la Copa de Ferias ante el carácter que iba a adquirir la Copa de Europa, dejaron el número de participantes en 10 que fueron organizados en cuatro grupos. Además, cabe destacar que la selección de Milán estuvo conformada exclusivamente por jugadores del F.C. Internazionale ya que los del A.C. Milan apoyaron y se unieron a la Copa de Europa.
El gran revés se produjo el 21 de mayo cuando el Comité Ejecutivo de la UEFA anunció oficialmente el proyecto de la Copa Europea de Clubes Campeones de Liga —denominada así ya que el término "Europa" lo reservó el estamento continental para una competición con selecciones nacionales—. La dinámica del torneo era en principio más atractiva, además de ser una clara concesión al fútbol profesional practicado por los clubes ganadores de las ligas nacionales. Chocaba con el  relanzamiento del fútbol añejo que promovía la Copa de Ferias. Finalmente, el gran éxito que tuvo el desarrollo de la sexta edición de la Copa Latina, confirmó que la idea de enfrentar a los campeones de liga traía buenas expectativas. De la mano entonces de Santiago Bernabéu, presidente del Real Madrid y Raimundo Saporta, directivo del Real Madrid, fueron los impulsores como representantes españoles de la competición en las distintas reuniones, junto a Gabriel Hanot y Jacques Ferran del diario deportivo francés L'Équipe, entre otras personalidades del mundo del fútbol de la época, posteriormente se adscribieron al proyecto las federaciones francesa, italiana y portuguesa —integrantes de la Copa Latina— y a los que siguieron la alemana, la belga, la danesa y la sueca. La prohibición de la federación inglesa a que sus clubes se integrasen en la competición ya que habían promovido la Copa de Ferias fue la causa de que no participase el Chelsea Football Club en la Copa de Europa en primera instancia y que le correspondía por ser el campeón. La convulsa situación del fútbol a nivel continental, sin que nadie supiera que depararía uno u otro camino, hizo que muchos de los campeones de liga de la época se mostrasen cautelosos ante dicha competición, por lo que finalmente se invitó a participar a todo club y federación que así lo desease, dejando el requisito indispensable de ser campeón para la siguiente edición. Así las cosas, el 21 de junio de 1955 en una reunión del Comité Ejecutivo de la UEFA en París, se decidió la organización de la primera competición europea de clubes bajo la tutela de la UEFA, la Copa de Europa.

### Comienzo y desarrollo de la competición
Pese a las diferencias entre una y otra competición, la FIFA recalcó la gran importancia del torneo dentro del marco competitivo. A pesar de que la idea inicial era que los participantes fueran selecciones de ciudades y/o combinados de clubes representando a una ciudad, y no clubes independientes, la realidad en la práctica fue distinta. Una situación parecida al combinado de Milán ocurrió con el de la ciudad de Barcelona que además fue uno de los más notables ya que pese a competir en la primera edición como la selección barcelonesa, denominada como Barcelona XI, y bajo uniforme y escudo en representación a la ciudad, estaba conformada en su totalidad por jugadores del Club de Fútbol Barcelona, sin incluir jugadores del R.C.D. Español de Barcelona. Esto fue debido a una decisión de la Federación Catalana de Fútbol. La camiseta era de color blanco (aunque la final de la primera edición la jugó de azul) con el escudo bordado de la ciudad. Otro ejemplo de esta situación se dio con la selección de Birmingham que solo estuvo representada por el Birmingham City F.C. después de que el Aston Villa F.C. rechazara jugar con sus rivales. El 4 de junio de 1955, tuvo lugar el partido inaugural de la competición en Basilea, en el cual, el equipo local perdió por cinco goles a cero ante la selección de Londres. En 1958, el C.F. Barcelona, en representación de la ciudad de Barcelona a pesar de estar compuesto exclusivamente por jugadores del club homónimo, fue el vencedor de la primera edición tras imponerse a la selección de Londres, conformado por futbolistas provenientes del Arsenal, Tottenham, Chelsea, West Ham United, Fulham y  Queen's Park Rangers; por un total de 8-2 en una eliminatoria a doble vuelta. Sin embargo, se le reconoció el título a posteriori. El seleccionador londinense, Joseph Mears, llegó a tener a su disposición a 54 jugadores de 11 equipos diferentes en los ocho partidos que disputó. Por problemas para encontrar fechas libres fuera del calendario oficial de competiciones, el torneo se disputó en tres temporadas.
Una vez finalizada la primera edición, se presionó para que en adelante la competición fuese de carácter de clubes, visto el éxito y prestigio que ya tenía la Copa de Europa y los beneficios que reportaba a los clubes que en ella participaban. Por esta razón y por su excesiva duración, para la segunda edición se decidió cambiar el formato del torneo con el objetivo de que transcurriera en menos tiempo, pasando de tres a dos temporadas al suprimir la fase de grupos y decidirse por eliminatorias a doble partido. Los participantes debían seguir siendo equipos representativos pertenecientes a ciudades con ferias de muestras internacionales, en el que habría un solo representante por ciudad, bien fuese club o selección. Para esta segunda edición se inscribieron 16 equipos aunque solamente 6 ciudades jugaron como selección: Basilea, Belgrado, Copenhague, Colonia, Leipzig y Zagreb. Para entonces, la competición había aumentado su prestigio.
A partir de la temporada 1960-61, la competición pasó a ser disputada en una única temporada de forma paralela a la Copa de Europa y a la recién creada Recopa de Europa.Ya que la Copa de Europa había quedado establecida como competición UEFA y como la primera en importancia a nivel europeo, a partir de la finalización de la temporada 1960-61 se canceló el derecho a participar en ambos campeonatos si un club lograba el acceso a la Copa de Europa, a raíz de lo que le ocurrió al C. F. Barcelona en dicha temporada, ya que el equipo azulgrana tuvo que alternar los partidos en ambas competiciones con escaso éxito en ambas. Además, fue ampliando el número de equipos participantes para incluir a otras ciudades sin ferias internacionales de comercio. En la temporada 1961–62, se cambiaron las reglas para permitir la entrada de tres equipos de cada país. La regla de "una ciudad, un equipo" fue abandonada y en dicha temporada dos equipos representaron a Edimburgo, Milán y Barcelona (Hibernian F. C. y Heart of Midlothian F. C., Internazionale y A. C. Milan y C. F. Barcelona y R. C. D. Español respectivamente). Desde la temporada 1963-64, la competición pasó a ser exclusivamente una competición interclubes por lo que ya no podían participar selecciones de ciudades.
Sin embargo, no fue hasta la temporada 1969-70 cuando los equipos pasaron a clasificarse íntegramente por criterios deportivos en relación con su posición en la tabla de la liga de su país. Para las últimas tres ediciones, llegaron a participar un récord de 64 equipos.
En cuanto a los campeones, durante los primeros años la Copa de Ferias fue dominada por los equipos españoles, al ganarla los barcelonistas en tres ediciones, el Valencia C. F. en dos y el Real Zaragoza en una. Cabe destacar que no fue hasta la temporada 1967-1968 cuando un equipo inglés, los principales promotores de la competición, se proclamase campeón merced a la victoria del Leeds United F. C., que en la temporada anterior había perdido en la final contra el Dinamo Zagreb yugoslavo. Los posteriores triunfos de Newcastle United, Arsenal y un segundo triunfo para Leeds United hicieron que el dominio pasara a manos de los clubes ingleses que ganaron los últimos cuatro torneos de la Copa de Ferias antes del cierre de la competición.

### Disolución y propiedad del trofeo
La Copa de Ferias gozó de cierto prestigio y fue por ello que después de la temporada 1970-71, la organización de la Copa de Ferias fue asumida por la UEFA para incluirla en sus competiciones oficiales. La competición fue sustituida por un nuevo torneo con nuevas reglas. Se renombró como Copa de la UEFA con un nuevo trofeo que todavía se usa en la actualidad. Para que la transición de una competición a otra fuera digna y respetuosa con la historia, se había acordado en la una Asamblea en Dubrovnik (1970) que como colofón se celebraría un partido entre el primer campeón y el último. En la Asamblea de Sitges (1971) se aprobó que la UEFA organizaría el partido para decidir quien obtendría la posesión permanente del trofeo original de la Copa de Ferias.
El partido se jugó el 22 de septiembre de 1971 en el Camp Nou entre el C. F. Barcelona y el Leeds United F. C. El partido también sirvió para homenajear al árbitro húngaro István Zsolt, que se despedía del arbitraje. El C. F. Barcelona ganó este partido por 2–1 gracias a un doblete de Teófilo Dueñas. El presidente de la FIFA y miembro del Comité Ejecutivo de la Copa de Ferias, Sir Stanley Rous, entregó insignias de plata a los miembros del equipo ganador.

### Oficialidad de la competición
La UEFA, pese a que este trofeo fue precursor de la Copa del UEFA, no contabiliza esta competición como oficial debido a que este organismo no fue el único organizador ya que hubo otras entidades que también estuvieron al frente del torneo como los ayuntamientos de las ciudades participantes que eran los que se hacían cargo de los gastos. También argumenta que en la mayoría de las ediciones participaban tanto selecciones de ciudades como clubes de fútbol conjuntamente y además estos lo hacían por invitación, sin seguir criterios clasificatorios dependientes de las diferentes ligas en la mayoría de los casos. Por todos estos motivos, la UEFA no la contempla como competición propia hasta 1971 cuando pasa a ser organizada exclusivamente bajo sus parámetros a pesar de que intervino directamente en su desarrollo y de ella dependían aspectos tan importantes como la designación arbitral y las sanciones. Sin embargo, la competición sí está considerada como oficial por la FIFA, IFFHS y CIHEFE.

## Trofeo
El trofeo era conocido como «Trofeo Noël Beard» en honor del empresario industrial suizo del mismo nombre que lo creó por encargo de la institución ferial de Basilea previo cobro de 10 000 francos suizos.

## Historial
| Temporada              | Campeón                 | Resultado              | Subcampeón             | Sede Final                                                  |
| Copa Europea de Ferias | Copa Europea de Ferias  | Copa Europea de Ferias | Copa Europea de Ferias | Copa Europea de Ferias                                      |
| ---------------------- | ----------------------- | ---------------------- | ---------------------- | ----------------------------------------------------------- |
| 1956-58                | Barcelona XI            | 2-2 ; 6-0              | Londres XI             | Stamford Bridge, Inglaterra / Camp Nou, España              |
| 1958-60                | C. F. Barcelona         | 0-0 ; 4-1              | Birmingham City F. C.  | St Andrew's Stadium, Inglaterra / Camp Nou, España          |
| 1960-61                | A. S. Roma              | 2-2 ; 2-0              | Birmingham City F. C.  | St Andrew's Stadium, Inglaterra / Olímpico de Roma, Italia  |
| 1961-62                | Valencia C. F.          | 6-2 ; 1-1              | C. F. Barcelona        | Mestalla, España / Camp Nou, España                         |
| 1962-63                | Valencia C. F.          | 1-2 ; 2-0              | N. K. Dinamo Zagreb    | Maksimir, Croacia / Mestalla, España                        |
| 1963-64                | Real Zaragoza           | 2-1                    | Valencia C. F.         | Camp Nou, España (Partido único)                            |
| 1964-65                | Ferencvárosi T. C.      | 1-0                    | Juventus F. C.         | Stadio Comunale di Torino, Italia (Partido único)           |
| 1965-66                | C. F. Barcelona         | 0-1 ; 4-2              | Real Zaragoza          | Camp Nou, España / La Romareda, España                      |
| 1966-67                | N. K. Dinamo Zagreb     | 2-0 ; 0-0              | Leeds United F. C.     | Maksimir, Croacia / Elland Road, Inglaterra                 |
| 1967-68                | Leeds United F. C.      | 1-0 ; 0-0              | Ferencvárosi T. C.     | Elland Road, Inglaterra / Ferenc Puskás, Hungría            |
| 1968-69                | Newcastle United F. C.  | 3-0 ; 2-3              | Újpest Dózsa F. C.     | St James' Park, Inglaterra / Ferenc Puskás, Hungría         |
| 1969-70                | Arsenal F. C.           | 1-3 ; 3-0              | R. S. C. Anderlecht    | Rey Balduino, Bélgica / Arsenal Stadium, Inglaterra         |
| 1970-71                | Leeds United F. C. (v.) | 2-2 ; 1-1              | Juventus F. C.         | Stadio Comunale di Torino, Italia / Elland Road, Inglaterra |

| Equipo                 | Títulos | Subtítulos | Años campeón     |
| ---------------------- | ------- | ---------- | ---------------- |
| C. F. Barcelona        | 3       | 1          | 1958, 1960, 1966 |
| Valencia C. F.         | 2       | 1          | 1962, 1963       |
| Leeds United F. C.     | 2       | 1          | 1968, 1971       |
| Real Zaragoza          | 1       | 1          | 1964             |
| Ferencvárosi T. C.     | 1       | 1          | 1965             |
| G. N. K. Dinamo Zagreb | 1       | 1          | 1967             |
| A. S. Roma             | 1       | –          | 1961             |
| Newcastle United F. C. | 1       | –          | 1969             |
| Arsenal F. C.          | 1       | –          | 1970             |
| Birmingham City F. C.  | –       | 2          |                  |
| Juventus F. C.         | –       | 2          |                  |
| Londres XI             | –       | 1          |                  |
| Újpest F. C.           | –       | 1          |                  |
| R. S. C. Anderlecht    | –       | 1          |                  |

| País       | Títulos | Subtítulos |
| ---------- | ------- | ---------- |
| España     | 6       | 3          |
| Inglaterra | 4       | 4          |
| Italia     | 1       | 2          |
| Hungría    | 1       | 2          |
| Croacia    | 1       | 1          |
| Bélgica    | 0       | 1          |